# Francesco Coghetti
Francesco Coghetti, né le 12 juillet 1801 à Bergame, et mort le 20 avril 1875 à Rome, est un peintre  italien et administrateur d'une école d'art.

## Biographie
Francesco Coghetti naît le 12 juillet 1801 à Bergame, dans une famille riche lui permettant d'être éduqué dans des écoles privées prestigieuses. Après avoir terminé ses études primaires, il s'inscrit à l'Académie Carrara, où il étudie avec Giuseppe Diotti. En 1818, il remporte le concours de dessin de l'Académie.
En 1820, il s'installe à Milan. L'année suivante, il remporte un prix de dessin et de design de l'académie de Brera. Cela l' encourage à déménager à Rome et, grâce au soutien financier de son père, il peut étudier avec Vincenzo Camuccini. Il bénéficie également du patronage du Angelo Mai, un compatriote de Bergamaschi. En 1825, il se marie. Les années 1830 sont pour lui une période très réussie, au cours de laquelle il remporte plusieurs prix et reçoit un flux continu de commandes venant de toute l'Europe.
En 1844, on lui propose le poste de directeur à l'Académie de San Carlos à Mexico, mais il refuse. Quatorze ans plus tard, face au déclin des commissions, il accepte un poste de président de l'Accademia di San Luca. À la fin des années 1860, il s'engage en politique autant que dans l'art, alors que l'on prépare l'annexion des États pontificaux au royaume d'Italie. L'Académie, considérée comme faisant partie du domaine temporel du pape est transformée en Académie royale.
Cela a été un processus difficile et, parce qu'il avait déjà fait l'objet de critiques pour ses résultats, il est relevé de ses fonctions d'enseignement en 1873 et est suspendu en tant que président. Deux ans plus tard, il meurt d'apoplexie.